# (20108) 1995 QZ9
1995 كيو زد 9 (ويعرف أيضًا باسم (20108) 1995 كيو زد 9 وفق تسمية الكوكب الصغير) (بالإنجليزية: 1995 QZ9)‏ هو كويكب ضمن حزام الكويكبات؛ وترتيبه 20108 من حيث الاكتشاف.
اكتُشف هذا الجُرم الفلكي بواسطة ديفيد جويت في 29 أغسطس 1995.

## وصلات خارجية
- (20108) 1995 QZ9 في قاعدة بيانات مختبر الدفع النفاث لأجرام النظام الشمسي الصغيرة

- الاكتشاف · مخطط المدار ·  العناصر المدارية · المعلمات المادية

- (20108) 1995 QZ9 على موقع ويكي سكاي: DSS2, SDSS, GALEX, IRAS, Hydrogen α, X-Ray, Astrophoto, Sky Map, Articles and images